# 阿不都卡德尔·亚甫泉
阿不都卡德尔·亚甫泉（維吾爾語：ئابدۇقادىر ياپچان‎，拉丁维文：Abduqadir Yapchan，1958年10月10日—），维吾尔族，中国新疆喀什地区疏附县人，东突厥斯坦伊斯兰运动骨干、恐怖分子。本名阿不都卡德尔·阿合买提（ئابدۇكادىر ئاھمەت）。后为纪念家乡亚甫泉镇而改名。

## 早年经历
1973年读中学时因为偷枪被捕，被判有期徒刑5年。1990年因巴仁乡事件再次被捕。两次服刑时间计超过十年。亚甫泉早年考不上大学入读私办的伊斯兰宗教学校，透过讨论宗教反省在监狱中的经验。
巴仁乡暴乱领导者则丁·玉素甫与艾山·买合苏木、亚甫泉、伊司马义·赛买提(后简称伊司马义)都追随喀什叶城大毛拉阿不力克木·买合苏木学习《古兰经》。阿不力克木推崇亚甫泉为其右手，重要智囊。巴仁乡事件发生前，则丁·玉素甫到他家拜访，跟他讲准备行动程序、计划。有八个原则与目标是由阿不都卡德尔·亚甫泉草拟撰写的。原始稿件已销毁，大致是伊斯兰宗教发展理想、生育政策、建立伊斯兰学校、去马克思主义、在媒体电视上讲解伊斯兰教义等等。但阿不都卡德尔·亚甫泉在狱中坚决否认认识则丁·玉素甫，由于官方无证据，就将他暂时关起来。他起初向中央政府、新疆自治区、各地区与县政府寄发这些要求，没有得到回应。法院审判时，他重复讲述了这些要求与原则。但政府一直不知道文档是亚甫泉草拟撰写的。警察到他家中搜查时，找到了那张复写纸，看到了上面的复写印记，成为证据。由于在法院上坚决否认直接参与巴仁乡事件，他才活下来。艾山、亚甫泉、伊司马义三人在巴仁乡暴乱并非带头参与者，数年后被释放。

## 逃亡境外
1997年持假護照偷渡到沙特，4月与艾山·买合苏木在巴基斯坦伊斯蘭堡组建東突伊斯蘭黨（东突厥斯坦伊斯兰运动前身），艾山·買合蘇木任艾米爾，亞甫泉是副艾米爾。并在阿富汗等国建立训练营地，培训恐怖分子，多次派遣并指挥暴力恐怖分子入境。策动1999年和田市棉麻公司爆炸纵火案等。主要活动在西亚、南亚等地。2002年他与东伊运首要领导人艾山起了严重争执。艾山与伊司马义为基地组织效命，坚守巴基斯坦与阿富汗的根据地。亚甫泉认为战场应该在新疆。两人分道扬镳。亚甫泉带领一部分维吾尔人，从沙特阿拉伯，经埃及、叙利亚，进入土耳其。2003年，在南瓦济里斯坦特区接近阿富汗的边区，艾山被巴基斯坦军队打死，伊司马义被活捉，移交给中国，5年后被枪决。
他2003年被中国公安部认定为恐怖分子。
2003年东伊运部队在巴基斯坦与阿富汗进一步溃散。一些东伊运的成员与支持者逃入土耳其，与亚甫泉汇合。中国对土耳其施加压力，想透过美国、联合国对亚甫泉以恐怖份子名义逮捕并遣返，但未成功。土耳其政府劝说、建议亚甫泉不要参加反华活动，并没有给他永久居留权与公民身分。2008年北京奥运会期间，他全家被土耳其政府带到Kumkapi海边，然后再去約茲加特，远离伊斯坦布尔大约七百公里的地方。
2016年8月31日被土耳其警方逮捕。在中国官方认定的恐怖分子名单上，排在亚甫泉之前的四人，有的已死，有的淡出运动，也有的人改采和平手段。现在仍活跃的亚甫泉，可算是头号“东突分子”。

## 言论
亞甫泉对天安门金水桥恐怖袭击案發表講話，要向 “聖戰”者學習，鼓動所有東突厥斯坦人向中國政府開展聖戰，“沒有別的出路。” 2014年乌鲁木齐公园北街早市暴力恐怖袭击案，亞甫泉说：“希望東突百姓的反抗對象直接對准東突境內的漢人和中國政權機構，想法設法在東突境內行動！”。2015年4月17日，亞甫泉發表題為“伊拉克沙姆伊斯蘭國會不會進入東突厥斯坦”的視頻，稱：“如果美西方國家暗中將伊斯蘭國引向中國那樣就更好了”，“盼望伊斯蘭國進入東突厥斯坦”。
接受记者采访时说“东伊运存在。我就是东伊运成员。”“当时，我们建立‘东突伊斯兰党’，也有人成立‘东突伊斯兰改革党’、‘东突真主党’、‘东突解放党’，也有很多行动是以伊斯兰的名义来号召来发起的。中共可能并不清楚这些组织其实是不同的一些人组成的，于是把这些一连串以伊斯兰名义作为号召的组织与事件放在一起，集体称作‘东突斯坦伊斯兰运动’”。后来改称“突厥斯坦伊斯兰党”，而不再称“东突厥斯坦伊斯兰党”，是因为艾山想要号召中亚所有的突厥民族，所以才改名。“但是，我们要建立一个东突伊斯兰国的最终目的，一直没有改变。”东伊运的目标是“集中力量对中国进行圣战”，而不是“去伊斯兰国”。“身为一个维吾尔人，应该为东突厥斯坦而奋斗；如果是一个东突穆斯林，你应该为东突穆斯林而奋斗”。“我们在祖国东突厥斯坦进行我们的活动，这哪里有甚么不对，可是现在有些人反对我的这个意见，有些人还责骂我，甚至恐吓威胁我的生命安全，认为我‘忤逆’伊斯兰国哈里发。”“真主安拉让我出生在东突厥斯坦，成为一个维吾尔族人，祂当然不会拿伊拉克的问题来审判我。”“政教合一的伊斯兰主义”只是政治动员的方式。伊斯兰宗教因素只是用来说明维吾尔族与汉族的文化差异，作为辩称维吾尔民族应该独立建国的依据。
对于在叙利亚内战活动的“东突”组织，亚甫泉说“他们的确从巴基斯坦迁移过来叙利亚。这是一个事实，我们不需要隐瞒。”“我们现在没有其他的方法，所以我们只好跑到叙利亚。无论哪一个维吾尔人，世维会的热比娅、多里坤，都不应该责怪这些在叙利亚的维吾尔战士。我们没有其他的办法，同时我们也不会投降。”“我只能说叙利亚的维吾尔人数足以开战，有人说有2千多人，但是我知道比这个数目多。”